# Film Roman
Film Roman ist eine US-amerikanische Animationsproduktionsfirma, welche zu Starz, LLC gehört. Sie wurde 1984 von Phil Roman gegründet und zu ihren wichtigsten Kunden gehören Gracie Films, 20th Century Fox und Marvel Entertainment. Insgesamt gewann Film Roman 20 Emmys, 8 Annies, einen Grammy und einen MTV Music Award.

## Fernsehserien
- Garfield und seine Freunde (1988–1994)
- Die Simpsons (seit 1989; Film Roman war zwischen Staffeln 4 und 27 tätig)
- The Critic (1994–1995)
- Die Maske (1995–1997)
- King of the Hill (1997–2009)
- Family Guy (1999–2003; seit 2005; Film Roman nur für die ersten beiden Staffeln tätig)
- Free for All (seit 2003)
- Tripping the Rift (2004–2007)
- Wow! Wow! Wubbzy! (2006)
- The Goode Family (2009)
- The Super Hero Squad Show (seit 2009)
- Die Avengers – Die mächtigsten Helden der Welt (seit 2010)
- Beavis and Butt-Head (1993–1997; 2011; Film Roman erst seit 2011 tätig)
- Der ultimative Spider-Man (seit 2012)